# George Michael Troup
Pour les articles homonymes, voir George Troup.
George Michael Troup (8 septembre 1780–26 avril 1856) est un juriste et homme politique américain. Il fut représentant puis sénateur au Congrès des États-Unis et gouverneur de Géorgie.